# Who Killed Amanda Palmer
Who Killed Amanda Palmer è il primo album in studio da solista della cantante statunitense Amanda Palmer, pubblicato nel 2008.

## Il disco
Il disco è stato registrato principalmente a Nashville (Tennessee) con il produttore Ben Folds e pubblicato dalla Roadrunner Records, stessa etichetta dei The Dresden Dolls, gruppo di cui fa parte Amanda Palmer. Altre sessioni di registrazione si sono tenute a Edimburgo, San Francisco e Seattle.
Il titolo è un riferimento alla serie culto degli anni '90 I segreti di Twin Peaks, che si evolve attorno all'omicidio di Laura Palmer.

## Tracce
1. Astronaut: A Short History of Nearly Nothing (ft. Zoë Keating & Ben Folds) – 4:37
2. Runs in the Family (ft. Ben Folds) – 2:59
3. Ampersand – 5:59
4. Leeds United (ft. the Born Again Horny Men of Edinburgh) – 4:55
5. Blake Says (ft. Zoë Keating & Ben Folds) – 4:43
6. Strength Through Music (ft. Strindberg & Ben Folds) – 3:29
7. Guitar Hero (ft. East Bay Ray & Ben Folds) – 4:48
8. Have to Drive (ft. the Via Interficere Choir of Nashville & Jack Palmer) – 5:50
9. What's the Use of Wond'rin? (ft. Annie Clark) – 2:50
10. Oasis (ft. Ben Folds & Jared Reynolds) – 2:57
11. The Point of It All – 5:35
12. Another Year: A Short History of Almost Something – 6:03